# Холмська єпархія
Холмська єпархія — церковна адміністративна одиниця (єпархія), заснована у 1230-х роках королем Русі Данилом, спершу в Угровську (єпископом її був монах Іоасаф), згодом (бл. 1240 р.) в м. Холмі.

## Історія Єпархії
Данило побудував у Холмі церкви св. Івана Золотоустого, св. Косми і Дам'яна і Пресв. Богородиці. І Холмська єпархія входила до складу Київської митрополії (переходово — в XIV ст. до Галицької митрополії). У 1596 р. за єпископа Діонісія Збируйського, прийняла Берестейську унію. До визначних владик належали Методій Терлецький (1630–1649), який обороняв Греко-католицьку церкву перед тиском римо-католицького (латинського) духовенства, і Яків Суша (1652–1684); за них єпархія зазнала великого розквіту, мала духовну семінарію і школу дякоучителів. У Холмській єпархії (Х. є.) чималу роль відігравали монастирі: холмський, яблочинський і турковицький.

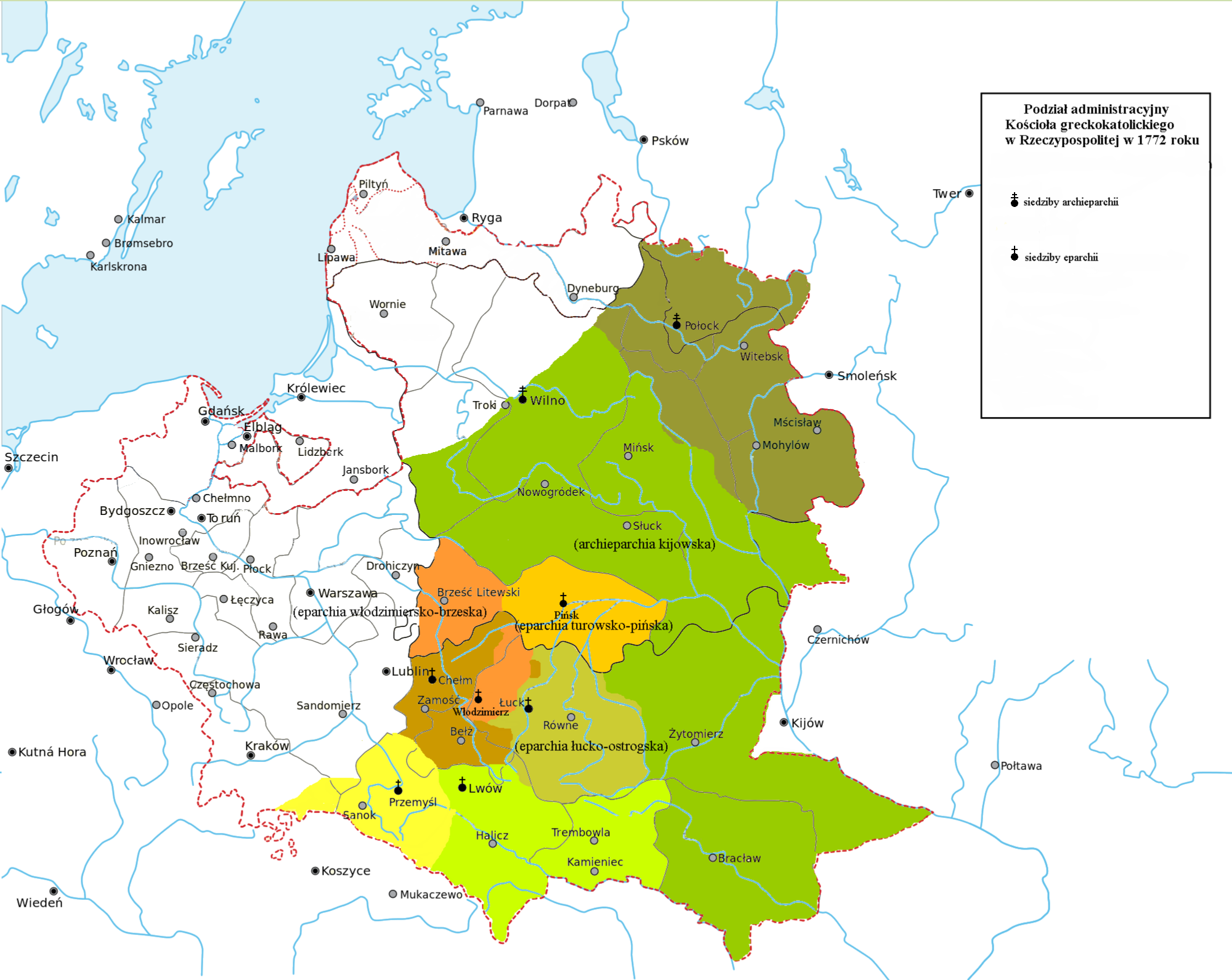
Холмська єпархія (коричневий колір) на мапі Руської унійної церкви у Речі Посполитій, 1772 рік

Після першого поділу Речі Посполитої 1772 року дана єпархія була спершу поділена (за Польщею залишилась північна частина з Холмом, а південна перейшла під Австрію). Так у 1772 році Холмська єпархія налічувала 542 парафії, а після приєднання цих земель до Російської імперії, в 1815 році їх залишилося 293. 
З 1807 р. єпархія увійшла до Варшавського князівства, з 1815 р. до Королівства Польського; відтоді зазнала сильного полонізаційного впливу (див. «Холмщина»). З 1807 р. Холмська єпархія належала до Галицької Митрополії УГКЦ (див. «Руська унійна церква»); з 1830 року підлягала безпосередньо Ватиканові. 

### Під Російською імперією
За єпископа Фердинанда Ціхановського (1810–1828) число українських католицьких парафій зменшилося з 317 до 278. Росія робила натиск на його наступника Ф. Шимборського (1828–1851), вимагаючи переходу на православ'я, на що він не погодився, зате погоджувався «зачистити» обряд від латинізмів. Згодом X.є. очолював І. Тарашкевич, якому російська влада дала дорадника-москвофіла І. Потія. 1863 р. номінатом став єпископ І. Калінський (1863–1866), який, виявив себе полонофілом і чинив опір вимогам референта від релігійних справ у Варшаві князя Черкаського, який вимагав очищення уніятського обряду. Тоді російська влада його усунула й на адміністратора X.є. призначила москвофіла Й. Войціцького (1866–1868), який провадив проросійську політику і запрошував на Холмщину священиків з Галичини (між ними був і майбутній адміністратор X.є. М. Попель). У 1868 році дії Войніцького осудив Папа Пій ІХ. Тому, що Ватикан не визнав Войціцького, російська влада погодилася на нового єпископа, і ним став канонік зі Львова Михайло Куземський (1868–1871). Він хотів очистити обряд від латинських впливів, але рівночасно лишився вірний Римові. Через труднощі, які йому чинив царський уряд Росії він був змушений зректися престолу та повернутися до Львова. Папа Римський зречення Куземського не визнав, та вважав його Холмським архиєреєм аж до його смерті у 1879 році. У 1872 році Холмська єпархія мала близько 240 тис. вірних, об'єднаних у 260 парафій.

### Анексія єпархії РПЦ
1875 року влада призначила на адміністратора X. є. згаданого Попеля, прихильника православ'я. 18 лютого 1875 року Попель від імені холмського духовенства і Холмської консисторії вніс прохання прийняти 120 парафій до Російської православної церкви. Після різних актів насильства 16. квітня 1875 року цар Олександр II «дозволив» прийняти X. є. до «рос. Матери Русских Церквей». У висліді того «рос. воссоединения» 74 священників депортовано на Сибір, а 60 вигнано до Галичини; забито також кільканадцять віруючих, а 600 депортовано до Сибіру. Після незаконної ліквідації унії X. є. приєднано до Варшавської православної єпархії, а Попель став її вікарієм. 1897 р. на його місце прийшов ректор Холмської семінарії московський клірик Тихон. А 1902 р. єпископом холмським став Євлогій (Василій) Ґеорґієвський. З 1905 р. X. є. виділена з Варшавської, і вона стала окремою з єпископом Євлогієм на чолі.

### Під польською владою
Після Першої світової війни Холмську єпархію приєднано до Варшавського архієпископства, яке очолив митрополит Діонісій Валединський. Катедральний собор у м. Холмі польський уряд передав у 1921 році римо-католицьким священникам. Більшість церков було відібрано або зруйновано чи закрито. За німецької окупації Холмський собор і вцілілі церкви були повернені православним українцям, а Холмська єпархія (під назвою Холмсько-Підляська) була відновлена, — на єпископа був призначений Огієнко (Іларіон), з 1944 року піднесений до сану митрополита Холмської єпархії, що мала тоді 91 парохію. За Польщі після Другої світової війни Холмська єпархія була остаточно ліквідована.

## Єпископи
- 1596–1603 — Діонісій (Збируйський)
- 1604–1619 — Арсеній (Андрієвський)
- 1619–1625 — Атанасій (Пакоста)
- 1625–1626 — Теодосій (Мелешко)
- 1626–1628 — Йосиф (Велямин Рутський) (адміністратор)
- 1630–1649 — Методій (Терлецький)
- 1649– Атанасій (Фурс)
- 1649–1652 — Яків (Суша) (адміністратор)
- 1652–1687 — Яків (Суша)
- 1687–1691 — Августин (Лодзята)
- 1691–1693 — Іван (Малаховський)
- 1693–1709 — Гедеон (Война-Оранський)
- 1711–1730 — Йосиф (Левицький)
- 1730–1756 — Пилип (Володкович)
- 1756–1784 — Максиміліян (Рило)
- 1784–1790 — Теодосій (Ростоцький)
- 1790–1804 — Порфирій (Скарбек-Важинський)
- 1804–1810 — Антін (Ангелович) (адміністратор)
- 1810–1828 — Фердинанд (Домброва-Ціхановський)
- 1828–1851 — Пилип (Шумборський)
- 1851–1863 — Іван (Терашкевич) (адміністратор)
- 1863–1866 — Іван (Калинський)
- 1866–1868 — Йосип Войцицький (адміністратор)
- 1868–1871 — Михайло (Куземський)
- 1871–1875 — Маркелл (Попель) (православний адміністратор єпархії)

Єпископи-помічники
- 1819–1828 — Вікентій (Седлецький)
- 1843–1851 — Іван (Терашкевич)